# Líbia nos Jogos Olímpicos de Verão de 2012
Líbia competiu nos Jogos Olímpicos de Verão de 2012, que aconteceram na cidade de Londres, no Reino Unido, de 27 de julho até 12 de agosto de 2012.

## Atletismo

### Masculino
| Atleta               | Evento   | Final       | Final       |
| Atleta               | Evento   | Resultado   | Posição     |
| -------------------- | -------- | ----------- | ----------- |
| Ali Mabrouk El Zaidi | Maratona | Não avançou | Não avançou |

### Feminino
| Atleta     | Evento | Fase de grupo | Fase de grupo | Quartas de final | Quartas de final | Semifinal   | Semifinal   | Final       | Final       |
| Atleta     | Evento | Resultado     | Posição       | Resultado        | Posição          | Resultado   | Posição     | Resultado   | Posição     |
| ---------- | ------ | ------------- | ------------- | ---------------- | ---------------- | ----------- | ----------- | ----------- | ----------- |
| Hala Gezah | 100m   | 13.24         | 5             | Não avançou      | Não avançou      | Não avançou | Não avançou | Não avançou | Não avançou |

## Judô

### Masculino
| Atleta                 | Evento   | Round 64  | Round 32                 | Round 16    | Quartas de final | Semifinais  | 1ª repescagem | 2ª repescagem | Final       | Final       |
| Atleta                 | Evento   | Resultado | Resultado                | Resultado   | Resultado        | Resultado   | Resultado     | Resultado     | Resultado   | Posição     |
| ---------------------- | -------- | --------- | ------------------------ | ----------- | ---------------- | ----------- | ------------- | ------------- | ----------- | ----------- |
| Ahmed Yousef Elkawiseh | Peso -66 | —         | UZB Farmonov L 0002–1011 | Não avançou | Não avançou      | Não avançou | Não avançou   | Não avançou   | Não avançou | Não avançou |

## Natação

### Masculino
| Atleta         | Evento         | Fase de grupos | Fase de grupos | Semifinal   | Semifinal   | Final       | Final       |
| Atleta         | Evento         | Resultado      | Posição        | Resultado   | Posição     | Resultado   | Posição     |
| -------------- | -------------- | -------------- | -------------- | ----------- | ----------- | ----------- | ----------- |
| Sofyan El Gidi | 100m borboleta | 56.99          | 40             | Não avançou | Não avançou | Não avançou | Não avançou |

## Halterofilismo

### Feminino
| Atleta      | Evento | Arranque (kg) | Arremesso (kg) | Total (kg)  | Posição     |
| ----------- | ------ | ------------- | -------------- | ----------- | ----------- |
| Ali Elkekli | 85 kg  | Não avançou   | Não avançou    | Não avançou | Não avançou |